# Pierre Teilhard de Chardin
Pierre Teilhard de Chardin [pjér tejár d šardén] (1. května 1881, Orcines (Auvergne), Francie – 10. dubna 1955, New York, USA) byl francouzský náboženský myslitel a vědec, geolog a paleontolog, člen Tovaryšstva Ježíšova (jezuita). Je znám především pro svůj koncept Vesmíru jako skutečné evoluce, jež není předurčená či plánovaná, ale směřuje ke svému cíli v bodu Omega, který rozmanitost světa aktivně spojuje a přitahuje. Ve svém hlavním díle Le Phénomène humain (česky Vesmír a lidstvo), jež mohlo vyjít až po jeho smrti, předkládá originální syntézu biblické představy Stvoření a konce světa s tím, co o evoluci víme díky moderní vědě. Jeho metoda „nereduktivní fenomenologie“ („Nic než fenomén, ale celý fenomén.“) mu dovolila skloubit vědecký pohled na Vesmír jako celek s křesťanskou spiritualitou. Na jeho myšlenky navázala řada myslitelů, kteří se také snažili vytvořit soudržný obraz Vesmíru a lidstva jako celku.

## Životopis
Pierre Teilhard de Chardin se narodil jako čtvrtý ze sedmi dětí zámožné a zbožné rodiny na venkovském sídle Sarcenat blízko Clermont-Ferrand, na úpatí hory Puy de Dôme. Od dětství jej přitahovala příroda, kameny a „hmota“, v níž cítil cosi víc než jen hmotnou rozlehlost. Po maturitě na jezuitském gymnáziu vstoupil roku 1899 do noviciátu v Aix-en-Provence, v roce 1901 však musel s ostatními jezuity opustit Francii a pokračoval ve studiu na britském ostrově Jersey. V letech 1905–1908 učil fyziku a chemii na jezuitské koleji v Káhiře v Egyptě, v letech 1908–1912 studoval teologii v Hastingsu ve Velké Británii a v roce 1911 byl vysvěcen na kněze. V této době se setkal s dílem francouzského filosofa Henri Bergsona, jehož dílo o „Tvořivém vývoji“, jak později napsal, „katalyzovalo jeho myšlenky“. V letech 1912–1914 studoval geologii a pracoval v paleontologickém oddělení Přírodovědného musea v Paříži, kde se zabýval třetihorními savci a rekonstrukcí Neandertálce.
V srpnu 1914 byl mobilizován a sloužil jako nosič raněných čtyři roky na frontě; za statečnost dostal vysoká francouzská vyznamenání, Médaille militaire a Légion d'honneur (Řád čestné legie). Dva z jeho bratří za války padli. Z této doby pochází zajímavá korespondence o zážitcích z války a několik prvních esejů. O dovolené v květnu 1918 složil slavné řádové sliby a po válce pokračoval ve studiu přírodních věd na pařížské Sorbonně. Přednášel geologii na Katolickém institutu v Paříži a 1922 obhájil doktorát na téma „Stratigrafie třetihorních savců“.
V roce 1923 navštívil s P. E. Licentem poprvé Čínu. Dva jeho eseje o interpretaci dědičného hříchu tehdy vyvolaly nesouhlas jeho představených a Vatikánu, takže musel přestat přednášet a věnovat se jen své geologické a paleontologické práci. V letech 1926–1945 žil převážně v Číně, podílel se na objevu „člověka čínského“, sinantropa, procestoval celou jihovýchodní Asii, vytvořil první geologickou mapu Číny a navštívil paleontologická naleziště v Severní Africe, na Jávě, v Jižní Africe a jinde. Úzce spolupracoval s čínskými, britskými a americkými kolegy, s nimž vypracoval první přehled o počátcích člověka. Za krátkého pobytu ve Francii a v Belgii 1927–1928 se seznámil s básníkem Paulem Valérym a publikoval řadu esejů. Roku 1935 procestoval s americkou expedicí Indii a Kašmír a v roce 1937 dostal na kongresu ve Filadelfii Mendelovu medaili za zásluhy o paleontologii člověka.

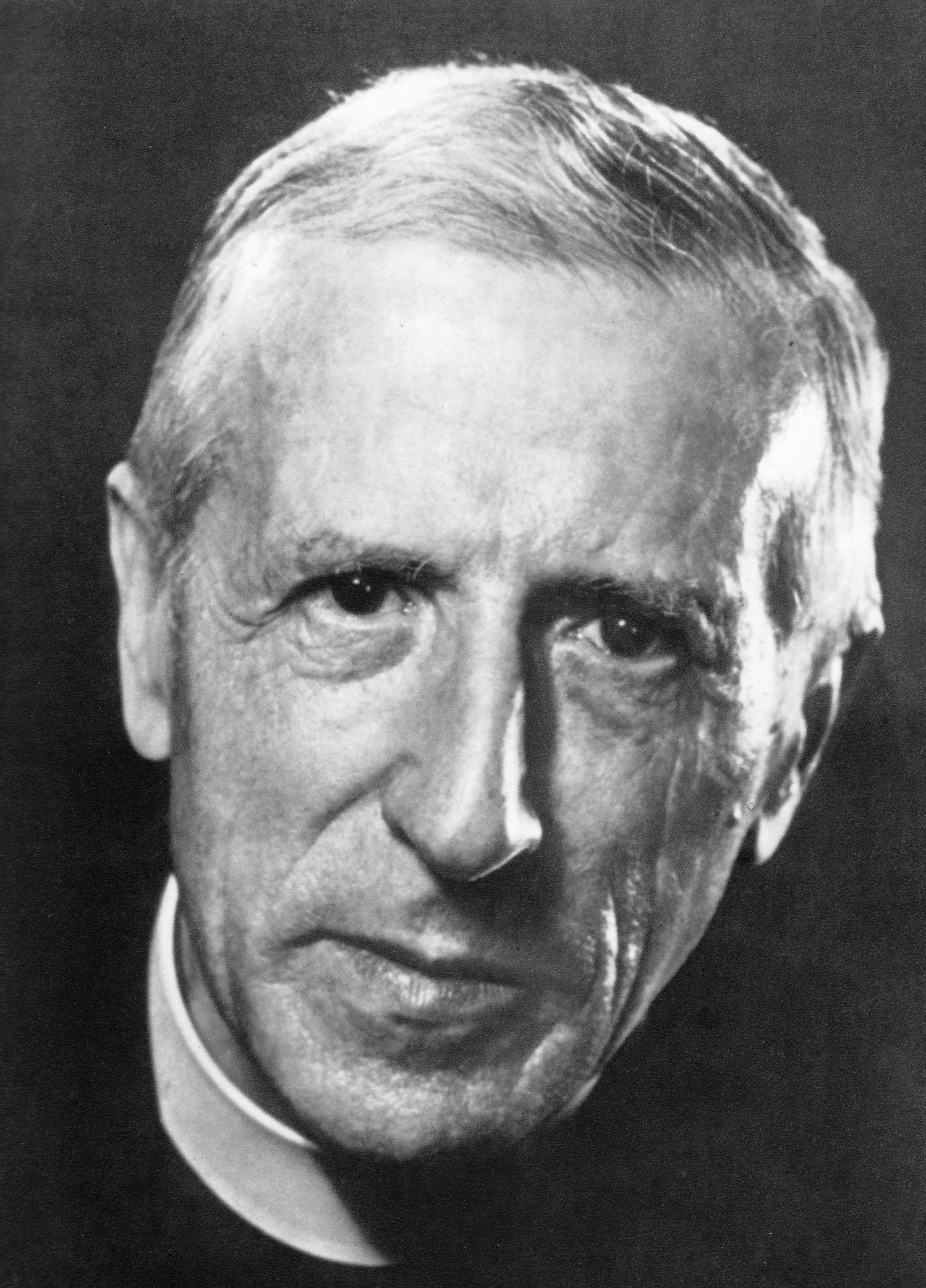
Pierre Teilhard de Chardin (1955)

 Válka jej zastihla opět v Číně, v roce 1946 se vrátil do Francie, cestoval a přednášel a roku 1950 byl zvolen členem Akademie. Ač byl v té době ve Francii už velmi známou osobou, odpor jeho představených a Vatikánu se nepodařilo – k Teilhardovu velkému zklamání – překonat, Teilhard se však jejich zákazu podřídil. Roku 1951 přijal nabídku americké vědecké nadace a přesídlil do New Yorku, kde v jezuitské koleji při kostele sv. Ignáce na Park Avenue žil a pracoval a na Velikonoční neděli roku 1955 zemřel. Je pohřben na řádovém hřbitově v St. Andrews-on-the-Hudson, Poughkeepsie, NY.

## Myšlení a vnitřní život
Teilhardovo myšlení je bytostně celkové a nelze je oddělit od jeho vnitřního náboženského života. Na druhé straně je ovšem také velmi ukázněné ve svých projevech: dokáže pečlivě rozlišovat rovinu vědeckého bádání a diskuse od nábožensko-filosofických úvah o celku života a vesmíru a od intimní zbožnosti, modlitby a mystiky. Z jeho bohaté korespondence, vzpomínek a deníků vyplývá, že je od dětství neseno jedním celkovým náhledem, v němž se spojuje neživý vesmír, příroda, člověk a lidstvo jako fáze či roviny jedné obrovité události. Teilhard se ovšem necítí jako pouhý vnější a nestranný pozorovatel, jak by odpovídalo povaze moderní vědy, nýbrž zřetelně ví i cítí, že je sám její součástí, že toto velkolepé dějství prochází jeho nitrem a životem, a že za jeho pokračování a konečný úspěch dokonce sám nese jistou míru odpovědnosti.

### Evoluce
Pod vlivem Lamarckovým, Darwinovým a Bergsonovým volí Teilhard pro tuto jedinou celkovou super-událost název „evoluce“, aby zdůraznil její celkovost, její nevratnou časovost a dějovost a konečně také jisté zaměření, jež celku dodává smysl. Teilhardovo pojetí evoluce se ovšem od jeho předchůdců liší. Předně je daleko širší: zahrnuje jak evoluci neživé přírody, jak ji později vyjádřila například teorie velkého třesku (Big Bang), tak na druhé straně i evoluci lidské společnosti a lidstva. Za druhé se netýká pouze fyzické, hmotné přírody, ale postupně přechází v evoluci duchovní, jejímž prototypem je věda. V evoluci lidstva pak hrají – vedle Darwinovské soutěže – stále větší roli kladné vztahy mezi lidmi a skupinami, přitažlivost, přátelství a láska. Za třetí má evoluce nejen počátek, ale také směr a „ohnisko“, Teilhardův „Bod Omega“. To není cíl, chápaný jako nějaký konečný stav, nýbrž jakýsi pól přitažlivosti, který ji ovlivňuje a pohání nikoli „zezadu“, z minulosti jako u Bergsona, nýbrž z budoucnosti, která ještě není. Proto se Teilhardova evoluce projevuje v počátečních fázích rozrůzňováním, větvením (jako je například vznik druhů čili speciace) a soupeřením, od jisté fáze však začíná také opačný pohyb sbližování, integrace a spojování, který postupně převládne.
Teilhard tedy chápe vesmír jako smysluplný celek a dílo Boží, ale vyhýbá se problematickému výkladu biblického stvoření v doslovném smyslu objektivní zprávy, jak to činí i současný biblický „kreacionismus“.

### Komplexita
Takto chápaná evoluce je sice v čase souvislá, zahrnuje však důležité „prahy“, kde se více méně náhle objevují úplně nové kvality. Takovým prahem je vznik atomů a molekul, vznik života, vznik mnohobuněčných organismů, vznik člověka a jeho schopnosti myšlení a konečně vznik nad-individuální reflexe, jak ji opět představuje věda. Celou evoluci propojuje a charakterizuje „růst komplexity“, který se ovšem děje po každém prahu trochu jinak. Tak „aditivní“ růst komplexity atomů nemůže pokračovat do nekonečna, neboť počínaje jistým atomovým číslem už atom není stabilní. Další vývoj proto probíhá jako spojování či slučování atomů do molekul, z nichž na dalším prahu vznikne nová struktura, živá buňka. Teilhard se nedožil objevu molekulární biologie, ten by ho byl ale velice potěšil: potvrzuje totiž jeho další důležitý náhled, že podstatný růst komplexity živého nezahrnuje celé organismy, nýbrž jen jejich integrující či řídící složku. Tou je u buňky její jádro, u mnohobuněčných organismů nervová soustava a nakonec její centrum, mozek. Ve vývoji hominidů je tudíž rozhodujícím parametrem „cefalizace“, rozvoj mozku a jeho struktur.
Už zde ovšem začíná další práh, totiž vznik, diferenciace a prohlubování společenství, jež potom objeví i novou formu upevňování již dosaženého, totiž instituce. Jejich smyslem ale není zafixování daného stavu, nýbrž naopak upevnění základu, o nějž se další vývoj může opírat. Zde Teilhard předjímá myšlenky autopoieze (Humberto Maturana), nového směru evolučního myšlení, který také propojuje oblast živé přírody a společnosti. S růstem komplexity nabývají vyšší celky jednak stále větší míru volnosti a výběru, jednak jsou stále vnímavější vůči podnětům, které je k ničemu nenutí, ale pouze nabízejí, lákají, podněcují. I když každá hmotná skutečnost je ovšem podrobena kauzálnímu působení fyzikálních sil, vyrůstá zde nová oblast ovlivňování, které není kauzální. V oblasti lidské kultury pak stále zřetelněji převažuje jako nápodoba, volba, výběr a svoboda.

### Noosféra
V Teilhardově představě evoluce tvoří každý práh také odpovídající vrstvu skutečnosti. Počátkem evoluce čili kosmogeneze je „bod Alfa“, který odpovídá Velkému třesku či biblickému Stvoření. Po prvotním uspořádání beztvaré hmoty-energie do částic, atomů a anorganických molekul vznikají kosmická tělesa a naše Země, čili geosféra. Z organických molekul vznikají biogenezí živé buňky a mnohobuněčné organismy, jež postupně vytvářejí na povrchu Země novou vrstvu biosféry. Na živých organismech se teprve projevuje, že už hmota sama patrně má jakousi velmi rudimentární „duchovní stránku“ čili „zakřivení“. To se dále prosazuje ve vývoji nervové soustavy živočichů, kde vzniká i jakési prvotní vědomí, jakkoli ještě málo patrné. Teprve s nástupem člověka vzniká vědomí, schopné reflexe, sebeuvědomění a nakonec i osobní duše, což Teilhard nazývá noogenezí. Skrze člověka si tak vesmír začíná uvědomovat sám sebe a tak vzniká i další vrstva, noosféra, z níž pomalu vzchází poslední fáze evoluce, kterou Teilhard nazývá rozením kosmického Krista čili kristogenezí, jež nakonec vede k bodu Omega, k závěrečnému vyvrcholení kosmického dobrodružství.

### Božské prostředí
Ve vědeckých variantách evoluce hraje velkou roli náhoda, to jest rezignace na jakékoli kauzální vysvětlení. Jinak totiž nemohou dosavadní teorie vysvětlit, jak ve vesmíru vůbec může vzniknout něco nového. U Teilharda zde vystupuje jeho hluboké křesťanské přesvědčení: evoluce je pro něho moderní pojem pro biblické Stvoření. Vesmír a všechno v něm je dílo Boží, ne ovšem tak, jak si člověk podle sebe představoval, totiž jako vyrábění hotových a stálých tvarů či druhů. Boží stvoření je od počátku nadáno schopností zesložiťování čili komplexifikace (například v podobě atomárních přitažlivých sil), z nichž se postupně vyvíjejí další a další možnosti. Úloha Boha jako Stvořitele podle Teilharda není pouze v tom, že by vesmír pouze „uvedl do pohybu“, jak si představoval Aristotelés nebo novověký deismus, nýbrž celá evoluce se odehrává v „Božském prostředí“, jež na všechny její činitele stále působí, a to přiměřeně jejich schopnostem. U člověka je to právě působení duchovní, které jediné může využívat jeho svobody. „Ohniskem“ tohoto působení je pak pro Teilharda „Vesmírný Kristus“ čili „Bod Omega“, jak to sám Ježíš v evangeliu naznačuje: „Přitáhnu všecky k sobě“.

## Konflikt s církví
Toto velmi neobvyklé vidění světa a člověka, vesmíru a evoluce poměrně brzy narazilo na pochybnosti a odpor Teilhardových řádových představených i Vatikánu. Nešlo tolik o představu evoluce jako takové, ale o její teologické důsledky. Katolické ortodoxii, opřené o dávné autority, vadilo především to, že v evolučním pohledu vědy přirozeně nevystupuje první lidský pár, který podle učení apoštola Pavla a Augustina z Hippo svou neposlušností zavinil zásadní „pád“ člověka, který se pak v celém lidstvu dědí jako prvotní či dědičný hřích. Pavel, Augustin a po nich celé křesťanství pak založilo svůj výklad vykoupení v Ježíši Kristu právě na tom, že toto dědičné prokletí lidstva svou obětí odčinil. Zároveň tato nauka soudí, že novozákonním zjevením vykoupení v Kristu je dovršeno Boží zjevení určené všem lidem a že v náboženských dějinách lidstva (dějinách spásy) nezbývá než čekat na druhý příchod Kristův na konci věků. Pro nějaký další vývoj tu tedy nebylo místo.
První zákazy představených se týkaly Teilhardova vysokoškolského působení v Paříži (1925), později i teologických a filosofických publikací. Roku 1947 se tyto zákazy opakovaly a římská Kongregace sv. Oficia je poměrně ostře zopakovala ještě v roce 1962, tedy sedm let po jeho smrti. Po zveřejnění Teilhardových spisů (1955–1962) a v průběhu II. vatikánského koncilu (1962–1965), jehož se zúčastnila i řada Teilhardových přívrženců, se objevila stanoviska daleko příznivější, nicméně římské Oficium se pokusilo tento vývoj zabrzdit svým prohlášením ještě v roce 1981. Pozitivního hodnocení své teologie z nejvyšších míst římskokatolické církve se Teilhard dočkal až od Josepha Ratzingera, pozdějšího papeže Benedikta XVI.
Teilhard tyto zákazy striktně dodržoval, dlouho se však snažil své představené i vatikánské úřady přesvědčit, že jeho pojetí nejen v ničem křesťanskou a katolickou nauku neruší, ale že naopak odstraňuje dvě podstatné slabiny tradičního křesťanství v dnešní době. Předně to, že úloha Ježíše Krista se v něm omezuje jen na jakousi nápravu předchozího pochybení, ale hlavně to, že tradiční představa Boha Stvořitele je v očích současného člověka vlastně primitivní a neodpovídá Boží velikosti. Teilhard si totiž dobře uvědomil, že tradiční perspektiva dobrého osobního života a naděje na věčné spasení, která kdysi věřící tak silně oslovovala, vypadá v očích vzdělaného člověka současnosti jako poněkud sobecká (jak to vyjádřil například F. M. Dostojevský ve „Velkém inkvizitorovi“) a pro lidstvo jako celek málo inspirativní (například ve srovnání s úkoly lidstva, jak je vyjádřil Immanuel Kant). Odtud pak plyne pro křesťanské náboženství smutný důsledek, že i jeho představa Boha pouze jako odměňujícího a trestajícího soudce nedosahuje ani naši lidskou představu skutečné velikosti (jak to mnohokrát vyjádřil například Friedrich Nietzsche).

## Dílo
Z Teilhardova rozsáhlého díla vycházely za jeho života jen vědecké práce a několik roztroušených esejů. Ostatní spisy kolovaly pouze v opisech a kopiích. Sebrané spisy, jež neobsahují publikace vědecké, začaly vycházet krátce po jeho smrti a do roku 1976 vyšlo třináct svazků:
- Le Phénomène Humain (Lidstvo jako fenomén, v českém překladu Vesmír a lidstvo)
- L'Apparition de l'Homme (Objevení člověka)
- La Vision du Passé, (Vize minulosti)
- Le Milieu Divin (Božské prostředí)
- L'Avenir de l'Homme (Budoucnost člověka)
- L'Énergie Humaine (Lidská energie)
- L'Activation de l'Énergie (Aktivace energie)
- La Place de l'Homme dans la Nature (Místo člověka v přírodě)
- Science et Christ (Věda a Kristus)
- Comment je crois (Jak věřím),
- Les Directions de l'Avenir (Směry budoucnosti)
- Écrits du Temps de la Guerre (Zápisky z válečné doby)
- Le Cœur de la Matière (Srdce hmoty).

Česky vyšlo:
- Místo člověka v přírodě – Svoboda, Praha 1967 a 1993
- Chuť žít – Vyšehrad, Praha 1970
- Vesmír a lidstvo – Vyšehrad, Praha 1990
- Jak věřím – Vyšehrad, Praha 1997
- Slova víry – Velehrad, Olomouc 2001
- Úvahy o štěstí a lásce – Refugium, Olomouc 2005
- Zrod myšlení. Dopisy 1914–1919 – Malvern, Praha 2021